# Bonk Business

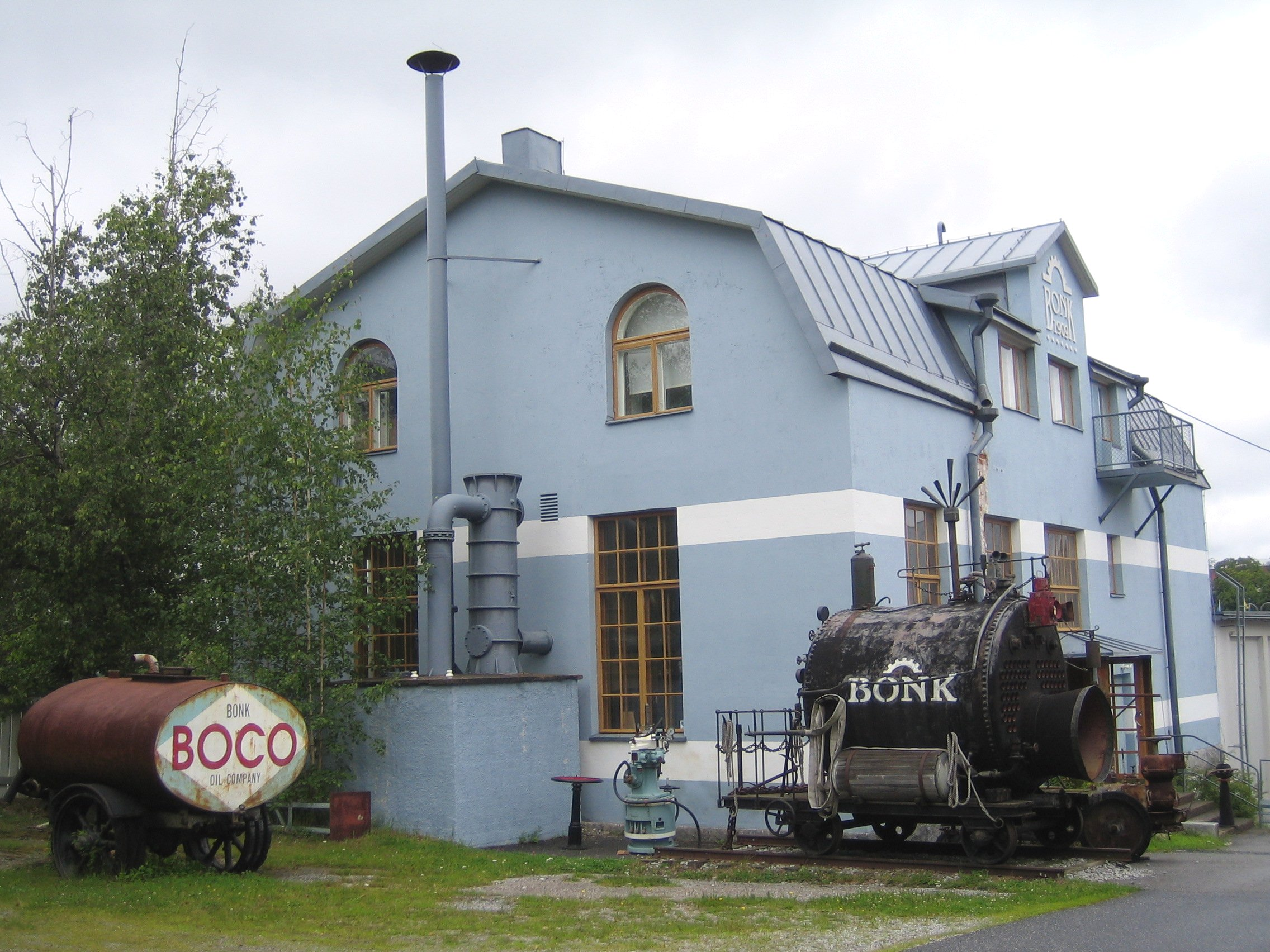
Bonk Centre i Nystad.

Bonk Business Inc. är namnet på ett fiktivt företag, som skapades av den finländske bildkonstnären Alvar Gullichsen i slutet av 1980-talet. Han har sedan dess varit företagets konstnärlige ledare. Han uppfann 1988 även idén om funktionslösa maskiner med produktbeteckningen Raba Hiff, som sedan 1989 har ställts ut som skulpturer eller designföremål.
Enligt den uppdiktade historien om dynastin Bonk flöt den första medlemmen av familjen i land på Helgoland (Pyhämaa) nära Nystad och grundade företaget Bonk Business. Företaget marknadsförde ansjovisen, som kunde användas bland annat som krydda och smörjmedel, som sin huvudprodukt. Företaget flyttades senare till Hogland där grundaren Pär Bonk avled i samband med anfallet 1944. 
I Nystad invigdes 1994 ett Dynamocenter Bonk där Bonks berömda maskiner är utställda permanent. I samband med företagets 100-årsjubileum 1993 utgavs den fiktiva historiken Bonk 1893–1993, som författats av bland andra Richard Stanley och Saliven Gustavsson, två av bonkvärldens bakgrundsgestalter. Bonkmotivet förekom även i en tecknad serie med Pärre Bonk som huvudfigur, bland annat i Ilta-Sanomat 1994. Om Bonkimperiet gjordes 1994 filmen Ansjovisprinsen och 1996 en TV-serie i tre delar. I teaterpjäsen Vaiettu kalavalo i tre akter, som uppfördes av amatörskådespelare i Nystad 2002, skildras bonkvärlden från den ursprungliga parodin på västerländsk företagskapitalism till en mera andlig tematik med bland annat doktrinen om att människor behöver maskiner som grundidé. Bonk Art Collection ställdes ut 1995, och det virtuella industriföretaget Bonk Business har presenterats bland annat på Bonk Swexpo 95 i Stockholm 1995 och på mässan Identity Crisis -99 i Glasgow 1999.